# Anna-Ball
Der Anna-Ball ist eine traditionelle Ballveranstaltung in Balatonfüred in Ungarn alljährlich im Juli. Der im Jahr 2010 zum 185. Mal durchgeführte Ball bildet einen wichtigen Faktor im Sommertourismus am Balaton.

## Geschichte
Der Ball fand erstmals am 26. Juli 1825 zu Ehren Anna-Krisztina, der Tochter des Hauses Szentgyörgyi-Horváth in deren Haus statt. Das 1798 erbaute Haus bildete neben dem Zentrum der Siedlung auch eine Art Künstlerwerkstatt, wo Gäste wie Lajos Kossuth, István Széchenyi oder Miklós Wesselényi des Öfteren zu Gast waren. Auf diesem Ball lernte Anna-Krisztina auch ihren späteren Mann Ernő Kiss, der später als Generalleutnant des Freiheitskrieges zu den dreizehn Märtyrern von Arad zählte, kennen.
Seither findet der Ball am Samstag, der am nächsten dem 26. Juli, der der Namenstag der Heiligen Anna ist, liegt, statt. Der Ball entwickelte sich zu einem der elegantesten Bälle Ungarns. Es versammelten sich bald die Mitglieder der Aristokratie, Politiker und Künstler wie der Schriftsteller Mór Jókai, die Schauspielerin Lujza Blaha oder der Dichter Mihály Vörösmarty. 
Nach dem Ersten Weltkrieg verlor der Ball an Bedeutung, fand aber weiterhin in der Zwischenkriegszeit statt. Nach dem Zweiten Weltkrieg fand der Ball trotz der kommunistischen  Machthaber erstmals im Jahr 1954 im Balaton Restaurant statt. 1957 wechselte die Veranstaltung in den Theatersaal des Kurhauses und später in das SZOT Sanatorium, das heutige Anna Grand Hotel.
Seit den 1950er Jahren hat sich eingebürgert, dass die Ballkönigin einen Apfel von Eris bekommt sowie die beiden Hofdamen eine Vase von Herend. 
1962 wurde der Walzer des Anna-Balls, dem letzten Werk des  ungarischen Komponisten Jenő Huszka, erstmals aufgeführt. Seit dem 150. Ball im Jahr 1975 stellen sich bereits traditionell die ungarischen Regionen vor. So waren es 1976 Kalocsa, 1977 Hódmezővásárhely und 1980 Karcag.
Seit 2003 wird eine Porzellanfigur von Ernő Kiss an Personen, die sich um Balatonfüred verdient gemacht haben, verliehen.